# Bobley Anderson
Bobley Anderson, de son nom complet Bobley Anderson Allègne, est un footballeur international olympique  ivoirien né le 3 mars 1992. Il évolue au poste de milieu offensif.

## Biographie

### Club
Formé à l'Académie de Foot Amadou Diallo de Djékanou, il intègre l'équipe A en 2010 à l'âge de 18 ans seulement. Avec ce club, il termine vice-champion de Côte d'Ivoire en 2011 et participe à la Ligue des champions de la CAF en 2012.
En juin 2012, les dirigeants du club marocain du Wydad trouvent un accord avec le club de l'Académie de Foot Amadou Diallo de Djékanou pour le transfert du joueur de 20 ans. Bobley Anderson signe alors un contrat de 5 ans avec le Wydad de Casablanca pour un transfert de 200 000 MAD.
Le 4 juillet 2013, il signe un contrat de cinq ans avec Málaga pour un montant de 7 millions MAD , soit environ 1,2 million d'euros. En janvier 2014, il est prêté au club belge de Zulte Waregem où il reste six mois. Il est ensuite prêté pour un an au AD Alcorcón.
Bobley signe le 26 août 2015 a Châteauroux en National.

### Sélection nationale
Il rejoint l'équipe de Côte d'Ivoire olympique de football en janvier 2012 pour disputer un match amical contre le Niger (victoire 2-0 pour la Côte d'Ivoire).

## Carrière
- 2010 - 2012 :  Académie de Foot Amadou Diallo de Djékanou
- 2012 - 2013 :  Wydad de Casablanca
- 2013 - 2015 :  Málaga CF
  - janvier à juin 2014 :  Zulte Waregem (prêt)
  - 2014 - 2015 :  AD Alcorcón (prêt)
- 2015 - 2016  :  Châteauroux [2]

## Palmarès
Académie de Foot Amadou Diallo de Djékanou
- Championnat de Côte d'Ivoire
  - Vice-champion en 2011

## Style de jeu
Tout d'abord Anderson est doté d'une vision de jeu de grande envergure ce qui lui permet d'analyser la situation de son équipe et de l'équipe adverse et d'ajuster le jeu de l'équipe depuis le milieu de terrain.
Grâce à sa technique individuelle et sa condition physique, il peut évoluer en polyvalence sur plusieurs postes dans le milieu de terrain et en attaque. Doté d'une magnifique conservation de la balle, il peut retarder l'action de l'équipe adverse ou changer le rythme de jeu de sa propre équipe. Ses passes courtes et en profondeur sont réputés pour être précises et efficaces durant tout le match. Talonnades, passes à 10, crochets des 2 pieds, rotation dans les 2 sens. Tout cela fait partie du jeu d'Anderson et de ses compétences.

## Distinction personnelle
- Élu meilleur joueur du championnat de Côte d'Ivoire en 2011[3]
- Élu meilleur joueur du Wydad de Casablanca en 2012 par les supporters du Wydad de Casablanca
- Meilleur joueur etrangé du botola pro